# 31. honvedski pehotni polk (Avstro-Ogrska)
Za druge 31. polke glejte 31. polk.
31. honvedski pehotni polk (nemško k.u. Landwehr Infanterie Regiment Nr. 31) je bil pehotni polk avstro-ogrskega Honveda.

## Zgodovina
Polk je bil ustanovljen leta 1886.

### Prva svetovna vojna
Polkovna narodnostna sestava leta 1914 je bila sledeča: 92% Madžarov in 8% drugih.

## Poveljniki polka
- 1914: Eduard Weeber[2]